# Vochysia megalantha
Vochysia megalantha är en tvåhjärtbladig växtart som beskrevs av Stafleu. Vochysia megalantha ingår i släktet Vochysia och familjen Vochysiaceae. Inga underarter finns listade i Catalogue of Life.